# Racional (Roma Antiga)
Racional (em latim: Rationalis) foi o ministro financeiro chefe do Império Romano antes das reformas do imperador Diocleciano (r. 285–305). Entre suas funções estava a coleta dos impostos pagos em moeda ou deveres, o controle da moeda e a administração das minas, casas da moeda e arsenais imperiais. Trabalhou ao lado do mestre das propriedades imperiais e propriedades da cidade (magister rei privatae) até ca. 350, quando o último adquiriu autonomia. Após as reformas de Diocleciano, o racional e o mestre das contas (magister a rationibus) foram sucedidos pelo conde das sagradas liberalidades (comes sacrarum largitionum).